# Michal Žďárský
Michal Žďárský (Praga, 1982) è un pilota di rally ceco.

## Biografia
In coppia con il co-pilota Jakub Nábělek su Hyundai Kona ha vinto la FIA ecoRally Cup nel 2023 e nel 2024, dopo aver conquistato il terzo posto nel 2021 e nel 2022. I due hanno vinto tre volte (2021, 2022 e 2024) il Czech New Energies Rallye, due volte (2023 e 2024) l'Oeiras Eco Rally e una volta (2024) l'Eco Rallye de la Comunitat Valenciana e l'eRally Iceland. Nel 2024 Žďárský ha inoltre concluso al secondo posto l'EcoRally Cup China.
Ex giocatore di floorball, dopo il termine della carriera è diventato arbitro nella massima serie ceca.